# هيروميتشي ياهارا
هيروميتشي ياهارا (باليابانية: 八原博通) ولد في 12 أكتوبر 1902 وتوفي في 7 مايو 1981 كان ضابط الأركان المسؤول عن عمليات الجيش الياباني الثاني والثلاثين في جزيرة أوكيناوا خلال الغزو الأمريكي لها في الحرب العالمية الثانية. تمت الإشادة به لمهارته وذكائه من قبل القوات الأمريكية.

## وصلات خارجية
- Yahara، Hiromichi؛ Gibney, Frank B. (1995). The Battle for Okinawa. John Wiley & Sons, Inc. ISBN:0-471-18080-7.
- يحوي كتاب «المعركة من أجل أوكيناوا» للعقيد هيروميتشي ياهارا، مقدمة وتعليق فرانك جيبني، تقرير ياهارا إضافة إلى تقارير استجواب موسعة لأسرى حرب تتعلق بالموضوع.
- Sloan، Bill (2007). The Ultimate Battle, Okinawa 1945, the last epic struggle of World War II. New York: Simon & Schuster. ISBN:978-0-7432-9246-7.